# Amahami (32ME8)
Amahami var en lille by af jordhytter ved Missouri River, North Dakota, der var hjemsted for awaxawi-hidatsaerne fra ca. 1800 til 1834.:125  Den var en af ”De fem byer” tæt ved Missouri River, som tiltrak meget af byttehandelen på den nordlige prærie. :15 
Hidatsaerne selv kaldte byen Scattered Village (Spredt By): Set langt ude fra prærien gennem flimrende luft om sommeren blev byen delt i separate lag.:152 
Den nordlige del af det gamle byareal ligger akkurat indenfor grænsen af Knife River Indian Villages National Historic Site med et museum og stisystemer ned langs Knife River.

## Byen og omegnen
Amahami blev grundlagt mellem 1798 og 1804.:91  Byen ligger på en gammel by (Amahami (32ME8), early),:18  der var beboet engang mellem 1300 og 1400.:86  Ved grundlæggelsen lå Amahami ved Missouri River, hvor Knife River munder ud i denne.:8  Siden har de to floder ændret deres løb flere gange, så den arkæologiske plads med byen ligger 300 meter inde i landet vest for Missouri River og direkte ned til Knife River.
Byen bestod af 40 af hytter i 1806.:89  Botanikeren John Bradbury skønnede, at byen havde 18-20 hytter, da han så den i 1811.:158  Dette antal var uforandret i 1834.:94  Amahamis jordhytter og de tilhørende forrådsgruber med majs var beskyttet af en palisade.:42 
Tæt på byen lå mindre, ryddede og kultiverede arealer, hvor kvinderne dyrkede majs og andre afgrøder.:63  Lidt nord for Amahami lå først Sakakawea og siden Big Hidatsa. Byerne var forbundet med trampede stier.:64  Lidt over fem kilometer længere nede ad Missouri River lå mandanernes to byer, Deapolis og Black Cat.:48 
Fra sidst i 1822 til hen i august 1823 lå handelsstationen Fort Vanderburgh knap otte kilometer nord for Amahami og også nord for Big Hidatsa.:56  Handelsstationen Sublette and Campbell’s Trading House blev bygget tæt på Big Hidatsa i det sene efterår 1833,:65  men den lukkede allerede i juni 1834.:66  På det tidspunkt var Amahami destrueret efter at være blevet stukket i brand af siouxer om foråret.:17 
Gennem de koldeste vintermåneder opholdt awatixaerne sig i en vinterby i en skovbevokset floddal.:61 

## Glimt af byens historie
Byen blev besøgt af folk fra Lewis og Clark-ekspeditionen i vinteren 1804-1805.:88  Da boede der omkring 200 mennesker i den.:133  Befolkningen gik for at føle sig tættere knyttet til byen og dens haver end f.eks. folkene i Big Hidatsa, der tog på lange jagtekspeditioner ud på prærien med medbragte tipier.:147  Dette afholdt dog ikke byens få krigere fra ind imellem at slå sig sammen med andre hidatsaer for at angribe f.eks. shoshonerne i Montana.:43 
George Catlin så hidatsa-byerne ved Knife River i sommeren 1832.:466 
Amahamis høvding Roadmaker lod sig portrættere af Karl Bodmer og førte samtaler med Maximilian zu Wied, da de to europæere opholdt sig i Fort Clark i vinteren 1833-1834.:95 
Byen blev stukket i brand under et angreb i 1834. Det er usikkert, hvor indbyggerne opholdt sig indtil 1844, da de helt forlod området for at være med til at grundlægge Like A Fishhook Village små 50 kilometer oppe ad Missouri River.:17 